# Sistem 50
Sistem 50 byl jugoslávský systém pro modulární výstavbu obytných budov. Vypracoval jej inženýr Branko Žeželj v druhé polovině 80. let 20. století. Vycházel ze staršího modulárního systému IMS, který sloužil pro výstavbu výškových budov např. v Novém Bělehradě. 

## Popis
Systém byl postaven na kombinaci základních jednotek o čtvercovém půdorysu a rozměrech 7,2 × 7,2 m. Mezi nimi i z boku se poté nacházely sloupy, na které byla jednotlivá patra zavěšována. 
Na rozdíl od panelového domu byly v případě Sistému 50 prefabrikovány nosné sloupy a podlaží, obvodové zdi však byly vyzděné. Jednotlivá podlaží sestávaly ze čtvercových desek o rozměrech 3,6 × 3,6 m × 24 cm, spojených dohromady vždy po čtyřech. Prefabrikovaná byla rovněž i schodiště. Díky tomu bylo možné kombinovat rychlost a efektivitu panelové výstavby s individuálním stavebnictvím. Systém tak byl použitelný jak u rodinných/řadových domů, tak i u městských budov; určen byl především pro obytné domy, mohl však být realizován i pro komerční objekty.

## Využití
Tento systém byl uplatněn na území bývalé Jugoslávie při stavbě posledních sídlišť, ale také i řadových domů. Uplatňovaly se jak v malých městech (Batočina, Beočin) tak i ve větších (např. v Novém Sadu).